# 五郎神社 (湯河原町)
五郎神社（ごろうじんじゃ）は、神奈川県湯河原町鍛冶屋（かじや）にある神社。湯河原町の北部、鍛冶屋地区の中心的な神社である。現在は五所神社の兼務社になっている。
元亀年間（1570年-1573年）創建。明治6年（1873年）7月30日、村社に指定、昭和9年（1934年）10月16日、神饌弊帛料供進神社に指定。
4月の例大祭に行われる「鹿島踊り」（五郎神社の鹿島踊り）は、神奈川県指定の無形民俗文化財となっている。

## 祭神
- 金山彦尊
- 面足尊

## 文化財
- 五郎神社の鹿島踊り（県指定無形民俗文化財[2]）

## 祭事
- 元旦祭 : 1月1日
- 紀元節 : 2月11日
- 例大祭 : 4月中旬
- 新嘗祭 : 11月23日
- 大祓い : 12月31日

## アクセス
- 箱根登山バス : バス停「鍛冶屋」前。